# Basilique Notre-Dame-de-Bistrica de Marija Bistrica
La basilique Notre-Dame-de-Bistrica est une église située à Marija Bistrica en Croatie, considérée basilique mineure depuis le 4 décembre 1923 par l’Église catholique, qui la rattache à l’archidiocèse de Zagreb. La Conférence épiscopale croate l’a désigné sanctuaire national en 1971,.